# Boureni (Moțca), Iași
Boureni este un sat în comuna Moțca din județul Iași, Moldova, România.
În punctul "Movilă Căpățână" s-au descoperit fragmente geto-dacice și grecești de amfore.
Satul are in componenta o vasta arhiva istorică care din pacate se pierde datorită nepăsării si a oamenilor care se pierd in timp, a celor ce transmit din viu grai.
Satul a avut diferite evenimente istorice, printre ele se numără: 
- Soturi si istorii dacice[necesită citare]
- Descalecatul lui Dragoș Vodă[necesită citare]
- Primul razboi mondial[necesită citare]
- Perioada interbelica[necesită citare]
- Boierimea locala si familia regală Struza[necesită citare]
- Istoria bisericilor si manastirilor[necesită citare]
- Al doilea razboi mondial[necesită citare]
- Partide si mișcări locale[necesită citare]
- Viata pe timpul comunismului[necesită citare]

## Legături externe
- Materiale media legate de Boureni la Wikimedia Commons

1. ↑  Muzeul Județean Vaslui (aprilie 1983). Acta Moldaviae Meridionalis V-VI. p. 161.